# Хомеотерми
Хомеотерми су организми који имају способност одржавања сталне телесне температуре. Припадају им међу кичмењацима птице, поједини гмизавци и сисари.
Поседују специфичне термогегулационе механизме којима се боре против прегревања или хлађења организма у условима високих, односно ниских температура спољашње средине.